# Литл Флок (Арканзас)
Литл Флок (енгл. Little Flock) град је у америчкој савезној држави Арканзас.

## Демографија
По попису из 2010. године број становника је 2.585, што је 0 (0,0%) становника више него 2000. године.
| Група             | 2000.         | 2010.         |
| Белци             | 1.914 (74,0%) | 1.968 (76,1%) |
| Афроамериканци    | 23 (0,9%)     | 64 (2,5%)     |
| Азијати           | 146 (5,6%)    | 111 (4,3%)    |
| Хиспаноамериканци | 413 (16,0%)   | 318 (12,3%)   |
| Укупно            | 2.585         | 2.585         |